# Terralonus mylothrus
Terralonus mylothrus là một loài nhện trong họ Salticidae.
Loài này thuộc chi Terralonus. Terralonus mylothrus được Ralph Vary Chamberlin miêu tả năm 1925.